# Kompetensflykt
För fonogrammet, se Brain Drain.
Kompetensflykt, kunskapsflykt, forskarflykt eller hjärnflykt (av engelskans brain drain) är migrationsströmmen av högutbildade personer från organisationer, industrier eller geografiska regioner.
Genom kompetensflykt förlorar ofta resurssvaga regioner kompetens som de själva har behov av. De sektorer som är hårdast drabbade är hälsa och it, men fenomenet omfattar alla fack, och förstärker problemet med att bygga upp förvaltning, utbildning och tjänsteproduktion.
Upphovet till kompetensflykt kan vara komplicerat. Vanliga faktorer är lön, karriärutveckling och trygghet.
Inom hälsosektorn mister fattiga länder i genomsnitt 1,34 miljoner kronor för varje 3 miljoner arbetare inom hälsosektorn som reser till Väst. Det motsvarar 3 833 miljarder kronor, ungefär detsamma som u-ländernas sammanlagda skuld. Det är inte heller bara pengarna det påverkar: i Ghana går det omkring 6 läkare på 100 000 människor, medan det i USA, Australien, Storbritannien och Kanada går 220.